# Genista microphylla
Genista microphylla är en ärtväxtart som beskrevs av Dc. Genista microphylla ingår i släktet ginster, och familjen ärtväxter. Inga underarter finns listade i Catalogue of Life.